# احمدنگر چتهه
احمدنگر چتهه (به انگلیسی: Ahmed Nager Chatha) یک منطقهٔ مسکونی در پاکستان است که در پنجاب (پاکستان) واقع شده‌است.